# Gare d'Iwatakiguchi
La gare d'Iwatakiguchi (岩滝口駅, Iwatakiguchi-eki) est une gare ferroviaire localisée dans la ville de Miyazu, dans la préfecture de Kyoto, au Japon. La gare est exploitée par la compagnie Kyoto Tango Railway, sur la ligne  Miyazu. Cette gare est également surnommée 阿蘇の入江駅 (Aso no irie-eki).

## Disposition des quais
La gare d'Iwatakiguchi est une gare disposant d'un quai et d'une voie
| N° de voie | Ligne        | Direction |
| ---------- | ------------ | --------- |
| 1          | ▆ KTR Miyazu | Miyazu    |
| 1          | ▆ KTR Miyazu | Toyooka   |

## Gares/Stations adjacentes
| Kyoto Tango Railway |              |              |              |                    |
| Direction Toyooka   | Ligne Miyazu | Ligne Miyazu | Ligne Miyazu | Direction Miyazu   |
| Yosano T17          |              | Local        |              | Amanohashidate T15 |